# Pudupattinam
Pudupattinam es una ciudad censal situada en el distrito de Chengalpattu en el estado de Tamil Nadu (India). Su población es de 21151 habitantes (2011). Se encuentra a 71 km de Chennai y a 69 km de Kanchipuram. 

## Demografía
Según el censo de 2011 la población de Pudupattinam era de 21151 habitantes, de los cuales 10621 eran hombres y 10530 eran mujeres. Pudupattinam tiene una tasa media de alfabetización del 89,73%, superior a la media estatal del 80,09%: la alfabetización masculina es del 94,34%, y la alfabetización femenina del 85,10%.